# Justin Edwards (baloncestista de 2003)
Justin Te'jon Edwards (Filadelfia, Pensilvania, 16 de diciembre de 2003) es un baloncestista estadounidense que pertenece a la plantilla de los Philadelphia 76ers de la NBA, con un contrato dual que le permite jugar también en su filial de la G League, los Delaware Blue Coats. Con 2,01 metros de estatura, juega en la posición de alero.

## Trayectoria deportiva

### Universidad
Tras ser elegido en 2023, en su último año de secundaria, para participar en los prestigiosos McDonald's All-American Game, Jordan Brand Classic y Nike Hoop Summit, jugó una temporada con los Wildcats de la Universidad de Kentucky, en la que promedió 8,8 puntos y 3,4 rebotes por partido. Al término de esa primera temporada se declaró elegible para el Draft de la NBA, renunciando al resto de su elegibilidad universitaria.

#### Estadísticas
| Año     | Equipo   | PJ | PT | MPP  | %TC  | %3P  | %TL  | RPP | APP | ROB | TPP | PPP |
| ------- | -------- | -- | -- | ---- | ---- | ---- | ---- | --- | --- | --- | --- | --- |
| 2023–24 | Kentucky | 32 | 30 | 21.4 | .486 | .365 | .776 | 3.4 | .9  | .9  | .2  | 8.8 |

### Profesional
Tras no ser elegido en el Draft de la NBA de 2024, el 4 de julio firmó un contrato dual con los Philadelphia 76ers y su filial en la G League, los Delaware Blue Coats. Debutó con los Sixers el 24 de noviembre, en un partido ante Los Angeles Clippers, en el que consiguió 4 puntos, 2 rebotes y una asistencia en algo más de 5 minutos en pista. El 14 de enero de 2025 anotó 25 puntos, el máximo de su carrera, con 9 de 16 tiros en una derrota por 118-102 contra Oklahoma City Thunder. En su primera temporada disputó 44 encuentros con el primer equipo, 26 de ellos como titular, promediando 10,1 puntos por encuentro.

## Estadísticas de su carrera en la NBA

### Temporada regular
| Año     | Equipo       | PJ | PT | MPP  | %TC  | %3P  | %TL  | RPP | APP | ROB | TPP | PPP  |
| ------- | ------------ | -- | -- | ---- | ---- | ---- | ---- | --- | --- | --- | --- | ---- |
| 2024-25 | Philadelphia | 44 | 26 | 26.3 | .455 | .363 | .696 | 3.4 | 1.6 | 1.0 | .4  | 10.1 |
| Total   | Total        | 44 | 26 | 26.3 | .455 | .363 | .696 | 3.4 | 1.6 | 1.0 | .4  | 10.1 |